# Bandera de Saskatchewan
La bandera de Saskatchewan està formada per dues franges horitzontals, sent verda la superior i groga la inferior. Al cantó superior esquerre, dins la franja verda, s'hi situa l'escut provincial mentre que al vol, i ocupant totes dues franges, hi trobem un lliri vermell. La bandera es va adoptar el 22 de setembre de 1969.
El simbolisme dins de la bandera es mostra amb els colors; el groc representant els camps de gra del sud de la província, mentre que el verd representa les zones boscoses del nord. La flor del vol, el lliri vermell occidental (Lilium philadelphicum), és la flor provincial. El 2017, el ministre de Parcs, Cultura i Esports, Gene Makowsky, va designar el 22 de setembre com a Dia de la bandera de Saskatchewan.
La bandera fou adoptada oficialment el 22 de setembre de 1969, resultat d'un concurs a tota la província que va aplegar més de 4.000 inscripcions. L'obra guanyadora fou una dels 13 dissenys persentats per Anthony Drake. Drake, natural del Regne Unit i establert a Hodgeville el 1966, va presentar els dissenys el 1968, però abans de fer-se públic l'obra guanyadora va tornar al Regne Unit i no va tenir l'oportunitat de veure onejar el seu disseny guanyador fins que va tornar a Hodgeville cinquanta anys més tard.

## Altres banderes

Bandera Fransaskois
Bandera del 60è aniversari